# 가가와 다로
가가와 다로(일본어: 賀川 太郎, 1922년 8월 9일 ~ 1990년 3월 6일)는 일본의 축구 선수이다.

## 국가대표팀 경력
그는 1951년 아시안 게임에 참가할 일본 국가대표팀에 발탁되었으며, 3월 7일 이란와의 경기에서 데뷔했다. 동메달 획득에 기여했다. 1954년 아시안 게임에도 출전했다. 그는 195년까지 국제 A매치 통산 5경기에 출전했다.

## 통계
| 일본 | 일본 | 일본 |
| 연도 | 출전 | 득점 |
| ---- | ---- | ---- |
| 1951 | 2    | 0    |
| 1952 | 0    | 0    |
| 1953 | 0    | 0    |
| 1954 | 3    | 0    |
| 통산 | 5    | 0    |